# 軟件版本號
軟件版本編號訂定是指為軟件設定版本號碼的方式。通常，版本號碼會以數字訂定，但亦有不同的方式。

## 小數

以小數去訂定版本號碼的例子

這是最常用的一種訂定方式。大部份軟件的版號都是用此方法去計算。一個以此方式來訂定編號的例子如：2.4。通常訂定規則為：
{\displaystyle major.minor(.build)}

major是最大的版本編號，minor為其次，某些軟件可能再細分作build，為更小的版本編號。
通常，正式版的版本編號為「1.0」。1.0以下的版本（0.x）為測試版，代表仍有一些重大錯誤（bugs），未正式推出。
在新版本推出時，應更新major、minor或是build（如有）的版號，決定於變更的大小。當有極大的更新時，會增加major的版號。而當有大更新，但不至於更新major時，會更新minor的版號。若更新比較小，例如只是修正錯誤，則會更新build的版號。以下是一個例子：

1.0→1.0.1→1.0.2→1.1→1.1.1→2.0→2.1→2.1.1→3.0→…
以上例子中，1.0至1.0.1至1.0.2、1.1至1.1.1、2.1至2.1.1都是小更新；1.0.2至1.1、2.0至2.1都是較大的更新；而1.1.1至2.0和2.1.1至3.0則是重大更新。
有時，小數版本號碼後面會有「a」、「b」、「rc」等字樣，代表某版本的測試版。「a」、「b」、「rc」分別代表「alpha」、「beta」和「release candidate」。（詳見軟件版本週期）例如「2.0a」是2.0的alpha測試版，接着可能發佈「2.0b」，是2.0的beta測試版。跟着，又可能出現「2.0b2」，代表2.0的第2個beta測試版。當beta測試完結後，又可能推出「2.0rc1」、「2.0rc2」兩個版本，分別代表2.0的第一和第二個release candidate測試版。當一切測試結束後，就會有「2.0」正式版。

### 實例
只有major和minor的軟件有如MediaWiki。當MediaWiki發佈1.9版本後，下一個版本是1.10。
Mozilla Firefox的3.x版本有major、minor和build。例如其中兩個版本為3.0和3.0.1。而Firefox的2.x版本更有四個數字，此時版本結構改為{\displaystyle major.minor.maintenance.build}。例如Firefox 2.x的其中一個版本為2.0.0.14。（更多資料：Mozilla Firefox歷史）

## 日期
除了依照版本發佈次序逐個數以外，軟件版本編號亦有可能使用日期。例如版本「20080101」代表該版本於2008年1月1日發佈。通常日期的排列方法會是「YYYY-MM-DD」，因為這樣做的好處是，當電腦排序時，可以自動分辨哪個是較舊或較新的版本。
有時候，版本編號更會由小數和日期結合，即是類以1.5.20080101等方式。

### 實例
使用小數和日期結合的版本編號軟件，例如Firefox的其中一個擴充套件「IE Tab」的其中一個版本編號為1.5.20080823。
而Ubuntu亦是採用日期的訂定版本編號方式，但卻看起來像以普通小號訂定。例如Ubuntu 8.04版本代表該版本於2008年4月發佈。事際上，由於Ubuntu並非每個月發佈，而是每半年发布一个版本，因此版本編號會跳序。而一年只有12個月，所以亦沒有像6.13這樣的版本。

## 年份
有些軟件，尤其不會在一年中出版兩次的軟件會使用年份作版本編號。例如2003版代表該軟件於2003年發佈。有時軟件亦採用兩字的年份縮寫，例如以04代表2004年。

### 實例
微軟的很多產品都以此方式訂定版本編號。例如Windows 95、Windows 2000、Microsoft Office 2007等。但是，微软这些产品一般还具有小数版本号。例如：Microsoft Visual Studio 2010的版本号是10.0；Windows 2000的版本号是5.0，Windows XP的版本号是5.1，Windows Vista的版本号是6.0，Windows 7的版本号是6.1等等。
MATLAB通常一年中释出两个版本，自2006年后以“R”+四位年份+“a”或“b”的方式区分。例如MATLAB R2011a、MATLAB R2011b等。

## 數學常數
有些軟件採用數學常數來進行訂定版本編號。具體方法為先選定一個數學常數，每個新版本都距離該數學常數更近。其含义是该软件有一个确定的功能目标，而不是在未来无限扩展其功能范围，所以采用数学常数作为版本号表示距离软件的目标越来越逼近。例如選用圓周率的軟件，其版本應為3、3.1、3.14、3.141、……

### 實例
TeX選定的數學常數為π。而METAFONT選定的數學常數則為e。

## 英文縮寫
有些軟件採用英文縮寫來為版本制定編號。

### 實例
Macromedia於2004年推出Flash MX。Adobe收購Macromedia後，為其推出之後續版本為Flash CS2，當中「CS」代表Creative Suite。
Windows有兩個版本採用英文縮寫作版本編號，分別是Windows Me和Windows XP。「Me」代表（千禧年）或（自己）；「XP」代表（體驗），當讀出時，讀音像讀出x和p。
Ubuntu于2008年4月推出8.04 LTS版本。Ubuntu将长期为8.04版本提供技术支持。支持时间最少为三年。LTS是Long Term Support的英文缩写，意为长期支持。

## 特別注意事項

### 混合使用各種訂定方式
有些軟件會混合使用各種版本編號訂定方式，即不同的版本分別採用不同的訂定方式。
例如Windows，曾採用普通小數方式（Windows 1.0至Windows 3.11），年份（Windows 95、Windows 98、Windows 2000），縮寫（Windows Me、Windows XP）和英文字（Windows Vista）。

### 同時擁有兩個版本編號
有些軟件會同時擁用兩個版本編號，即是以兩種不同的訂定方式，賦予同一個版本兩個編號。
例如Windows：Windows 95亦即Windows 4.0，Windows 98亦即Windows 4.10，Windows Me亦即Windows 4.90，Windows 2000亦即NT 5.0，Windows XP亦即NT 5.1，Windows Vista亦即NT 6.0，Windows 7亦即NT 6.1。

### 小數版本序號可能會跳序
有些軟件的小數版本序號可能會出現跳序。此處「跳序」是指同一個軟件，兩個相鄰的使用小數版本序號的版本，並不是major、minor或build其中一個值相差1。
例如Simutrans自2005年的major版本序號為86.x、88.x、89.x、99.x、100.x。當中86至88和89至99出現了跳序。
除此以外，還有軟件會因為「不幸運數字」（例如4、13）的原因而跳序。

## 在軟件以外的領域
除了軟件以外，還有其他東西也採用類似的版本編號訂定。
- 電影的續集通常為「XXX 2」，當中XXX是電影名稱。如果再有續集，則會是「XXX 3」。
  - 例如魔鬼終結者、未來戰士2和未來戰士3
- Web 2.0並不是指軟件「Web」的第二個版本，而是指互聯網的一個新定義，新轉變。